# Pseudabutilon pedunculatum
Pseudabutilon pedunculatum är en malvaväxtart som först beskrevs av Robert Elias Fries, och fick sitt nu gällande namn av Antonio Krapovickas. Pseudabutilon pedunculatum ingår i släktet Pseudabutilon och familjen malvaväxter. Inga underarter finns listade i Catalogue of Life.